# Municipio de San Miguel Quetzaltepec
El municipio de San Miguel Quetzaltepec (en náhuatl: Quetzalli: quetzal; Tepetl: cerro, ‘cerro de los quetzales'), es un municipio de 18,719 habitantes situado en el Distrito de Mixe, Oaxaca, México.
Se localiza en la Región Sierra de Juárez, colinda al norte con Santa María Alotepec, al sur con San Juan Juquila Mixes y San Pedro Ocotepec, al oeste con Asunción Cacalotepec y Santa María Alotepec, al este con San Juan Mazatlán y San Lucas Camotlán.

## Demografía
En el municipio habitan 18,719 personas, de las cuales, 90% habla una lengua indígena. El municipio tiene un grado de marginación y de rezago social alto.

## Organización
En el municipio se encuentran las siguientes localidades:
| Nombre de la localidad    | Población 2020 |
| San Miguel Quetzaltepec   | 19,860         |
| Santa Margarita Huitepec  | 8,009          |
| Santa Cruz Condoy         | 2,530          |
| Pueblo Nuevo (Buenavista) | 1,321          |
| El Armadillo              | 357            |
| Tierra Blanca             | 72             |
| Divinas Flores            | 69             |
| El Llano [Rancho]         | 163            |
| Ocotal                    | 51             |
| Piedra Colorada           | 51             |
| El Tesoro                 | 48             |
| Buenos Aires              | 20             |
| Las Cañas                 | 12             |
| El Zacatal                | 8              |
| Espinal                   | 8              |
| Estrella de la Fuente     | 6              |
| Río Lodoso                | 4              |